# Gmina zbiorowa Lindhorst
Gmina zbiorowa Lindhorst (niem. Samtgemeinde Lindhorst) – gmina zbiorowa położona w niemieckim kraju związkowym Dolna Saksonia, w powiecie Schaumburg. Siedziba gminy zbiorowej znajduje się w miejscowości Lindhorst.

## Podział administracyjny
Do gminy zbiorowej Lindhorst należą cztery gminy:
1. Beckedorf
2. Heuerßen
3. Lindhorst
4. Lüdersfeld